# Ervin Skela
Ervin Skela   (Vlorë, 17 de novembre de 1976) és un exfutbolista albanès de la dècada de 2000.
Fou 75 cops internacional amb la selecció albanesa.
Pel que fa a clubs, defensà els colors de l'Eintracht Frankfurt, 1. FC Kaiserslautern i FC Energie Cottbus entre d'altres.